# Bank- und Finanzzentrum (Warschau)

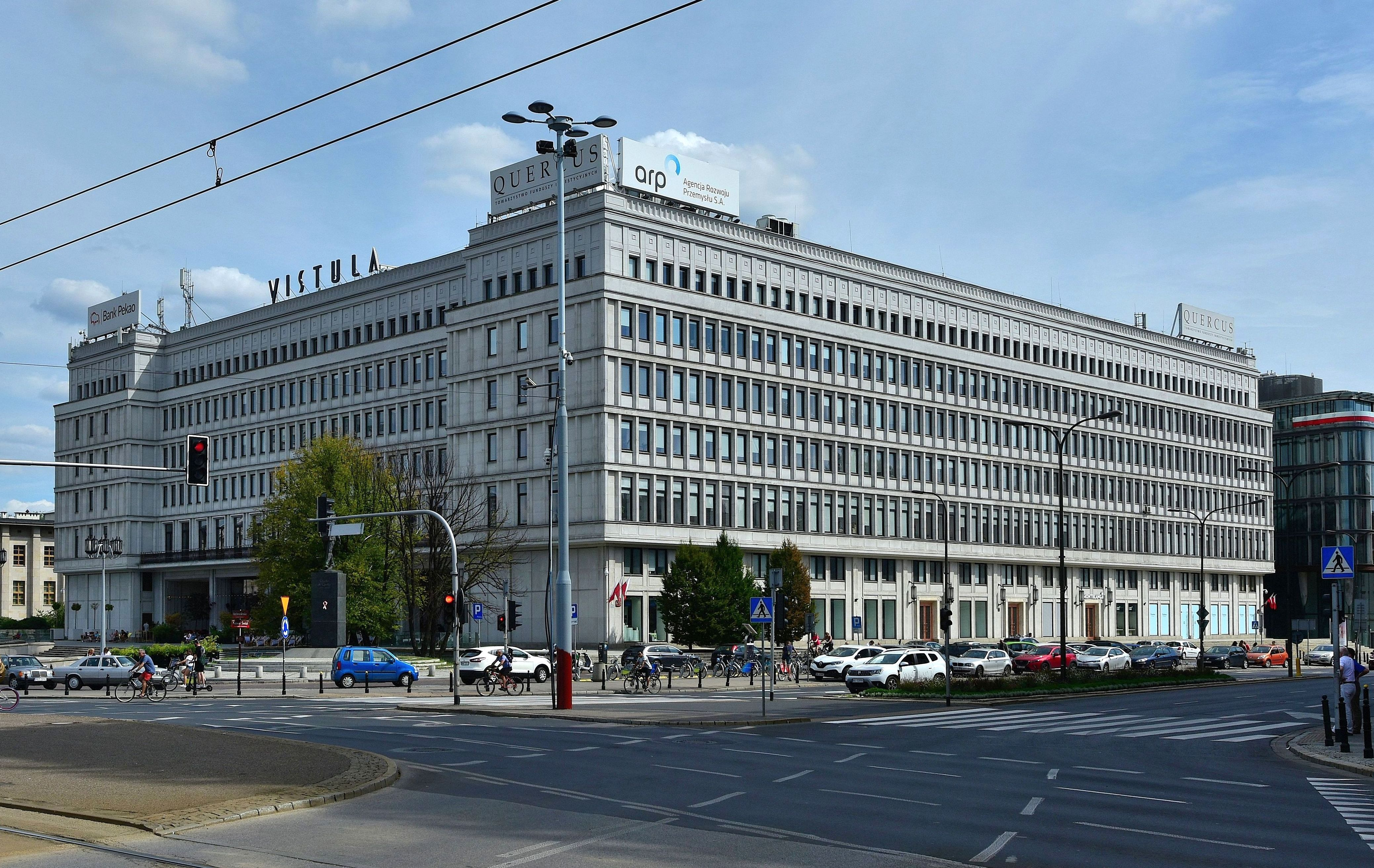
Außenansicht

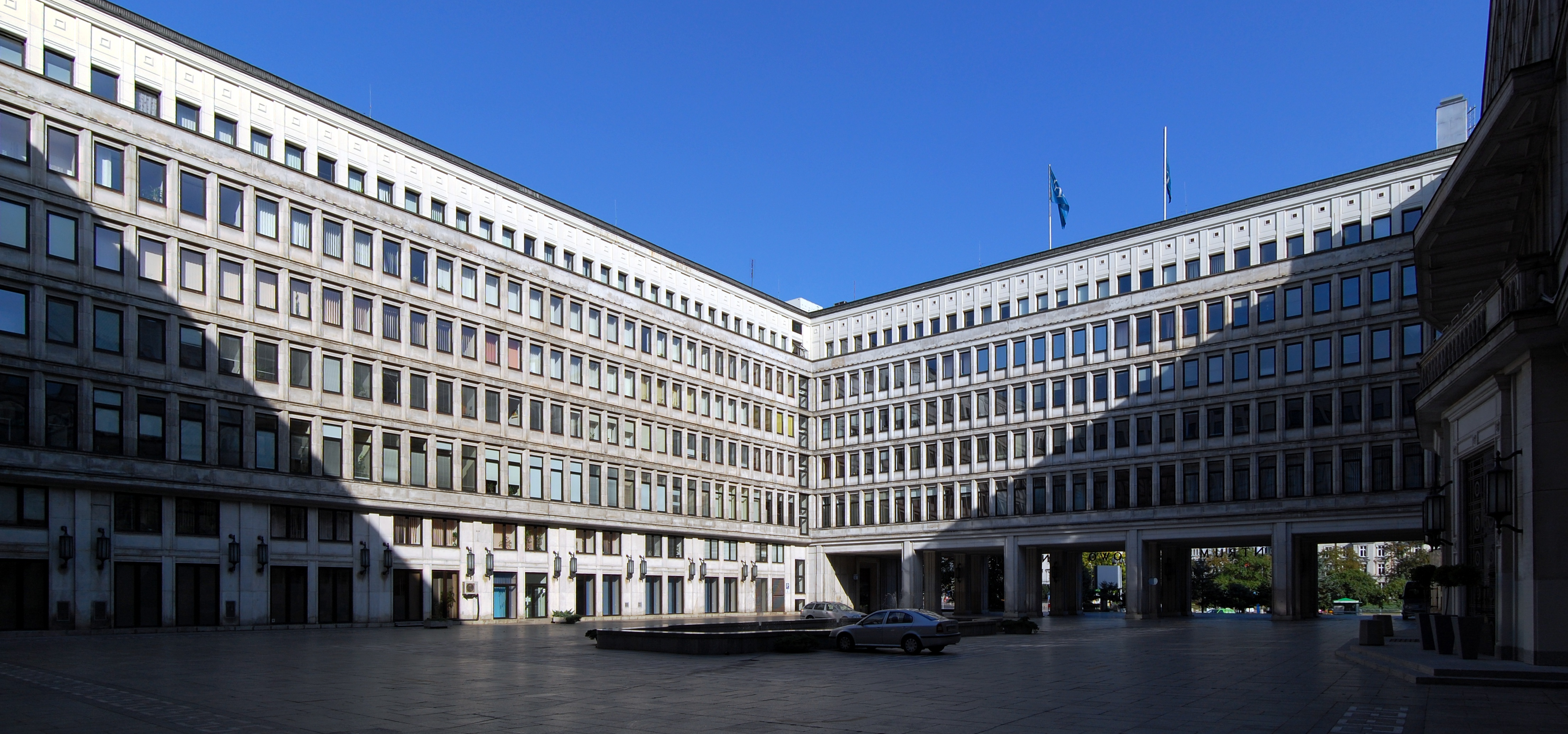
Innenhof

Das Bank- und Finanzzentrum (polnisch Centrum Bankowo-Finansowe, kurz CBF) ist ein Warschauer Bürogebäude, das bis 1989 als Sitz des Zentralkomitees der Polnischen Vereinigten Arbeiterpartei fungierte.

## Standort
Das CBF befindet sich am Rondo Charles’a de Gaulle’a und ist von den Straßen Książęca, Nowy Świat und Aleje Jerozolimskie umgeben. An seiner Ostseite grenzt es an das Nationalmuseum.

## Geschichte
Das Projekt wurde in einem 1947 ausgeschriebenen Wettbewerb ausgewählt. An dem Wettbewerb nahmen zehn Architektengruppen teil, wobei das Projekt der „Tiger-Gruppe“ um Wacław Kłyszewski, Jerzy Mokrzyński und Eugeniusz Wierzbicki den Zuschlag erhielt. Da der Wettbewerb noch vor dem Erklären des Sozialistischen Realismus als der einzig geltenden Doktrin stattfand, wurde ein modernes, aber nicht übermäßig monumentales Projekt gewählt. Das einzige spätere Zugeständnis zugunsten des Sozrealismus waren die sorgfältig gestalteten Details der Fassade und der Innenausstattung.
Es wurde auf den Bau der ursprünglich vorgesehenen neuen Straße zwischen dem Gebäude und dem Nationalmuseum verzichtet. Die alten Mietshäuser an der Straße Książęca wurden nicht abgebrochen, und die fensterlosen Brandmauern bildeten ein Hindernis gegen den Einblick in das Kabinett des 1. Parteisekretärs im 1. Obergeschoss des Südblocks. Das Gebäude wurde am 1. Mai 1952 eingeweiht.
Nach 1989 wurde das Gebäude vom polnischen Staat übernommen und zunächst zum Sitz der Universitätsbibliothek bestimmt. Da sich das typische Bürohaus dazu nicht eignete, wurde es zum Sitz der neu gegründeten Wertpapierbörse, und vom Gewinn aus der Vermietung wurde der Bau der neuen Universitätsbibliothek im Stadtteil Powiśle finanziert.
Seit November 2009 steht das Gebäude unter Denkmalschutz. In der Zeitspanne zwischen 1989 und 2009 wurden viele Details der Innenräume als „altmodisch“ entfernt.

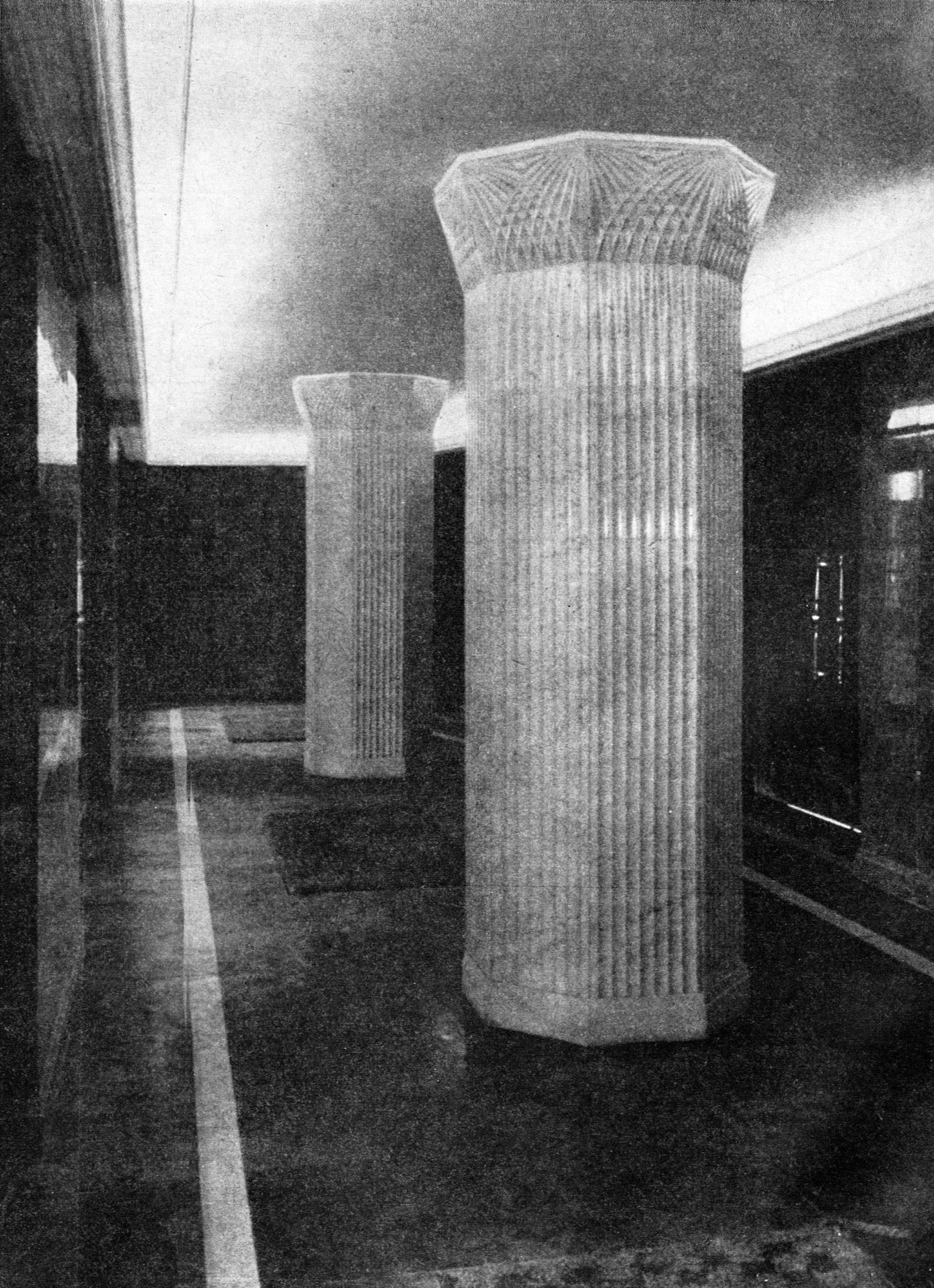
Pfeiler in der Eingangshalle
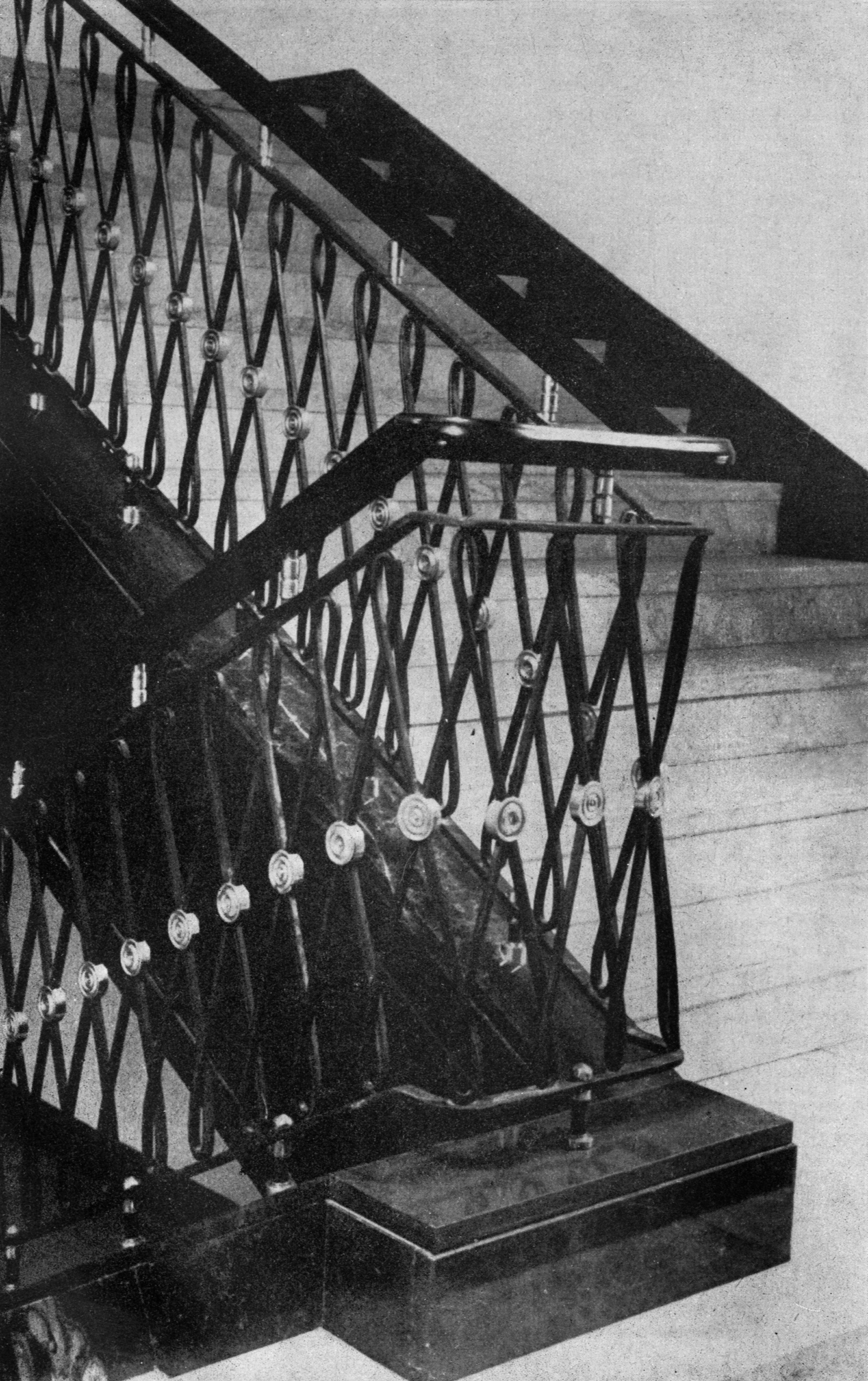
Geländer im Treppenhaus
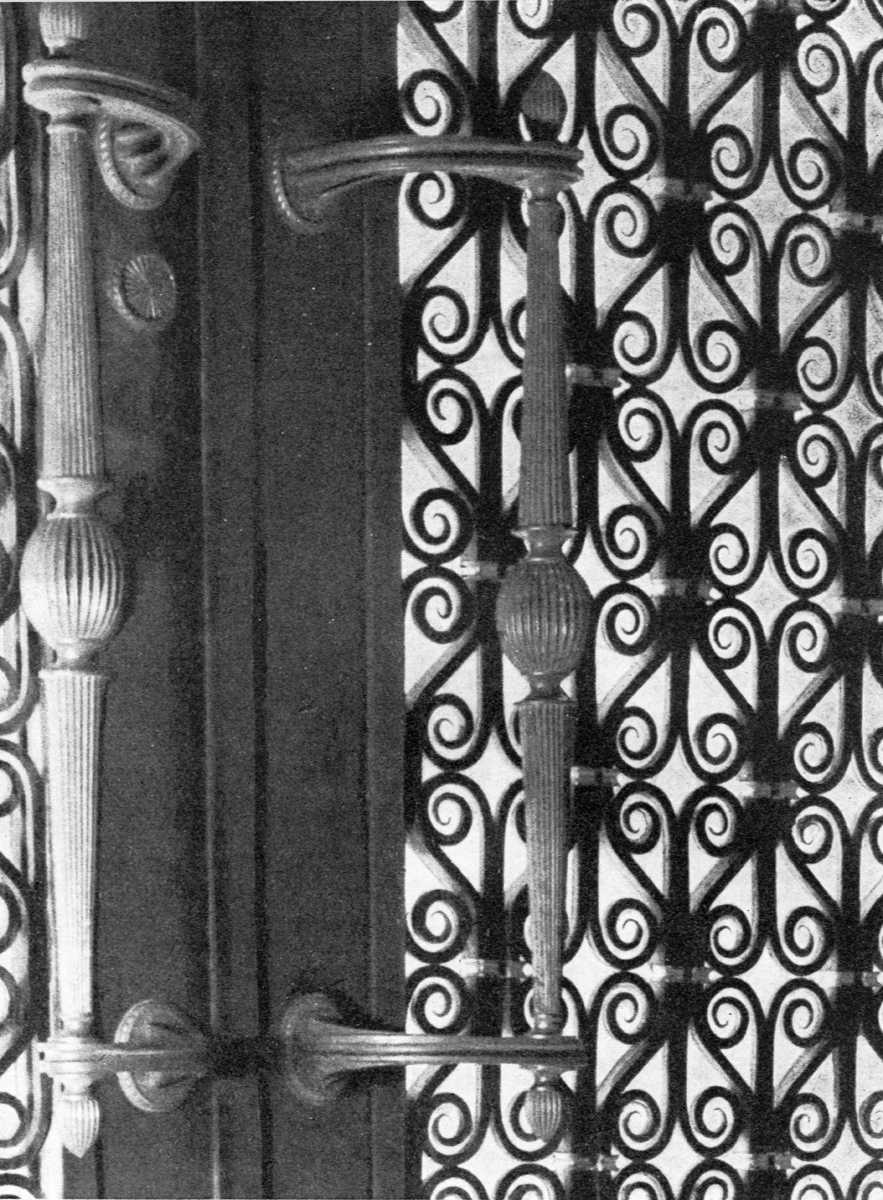
Detail der Eingangstür
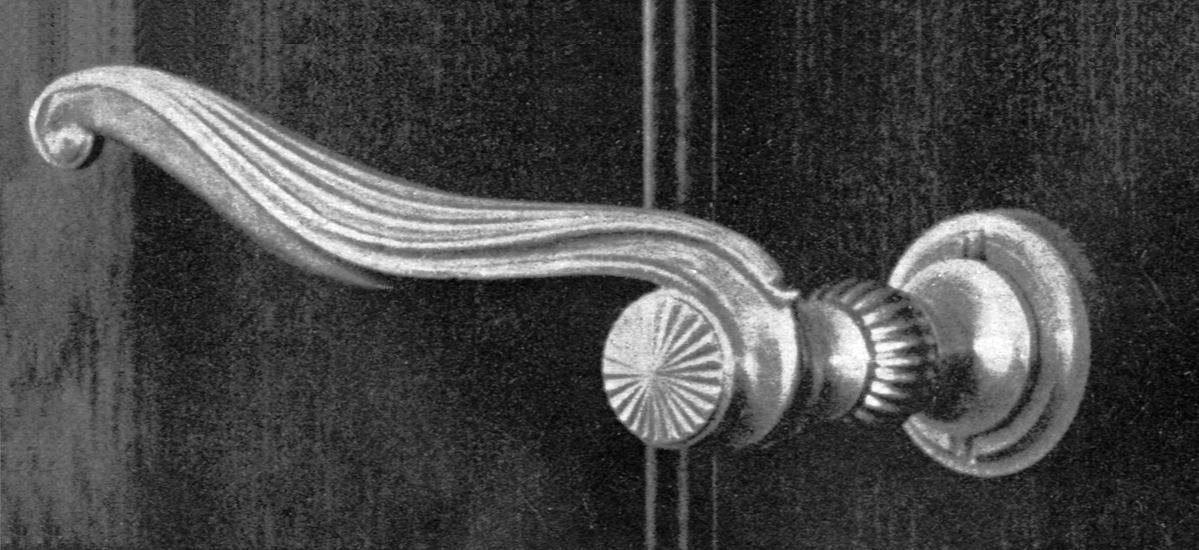
Türklinke